# رادهم شرقی
رادهم شرقی (به انگلیسی: East Rudham) یک روستا و محله مدنی در بریتانیا است که در King's Lynn and West Norfolk واقع شده‌است. رادهم شرقی ۱۷٫۹۴ کیلومتر مربع مساحت و ۵۴۱ نفر جمعیت دارد.